# Ganzreklame

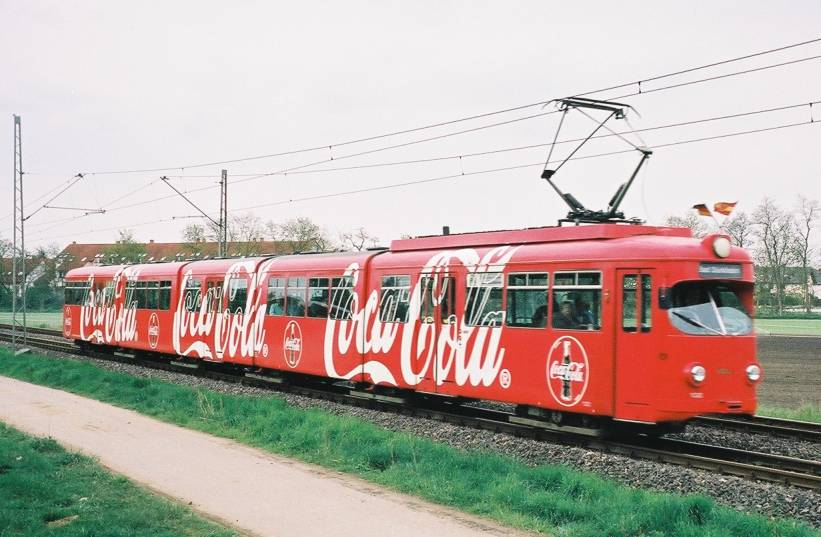
Straßenbahn-Zwölfachser der Rhein-Haardtbahn mit Coca-Cola-Ganzreklame

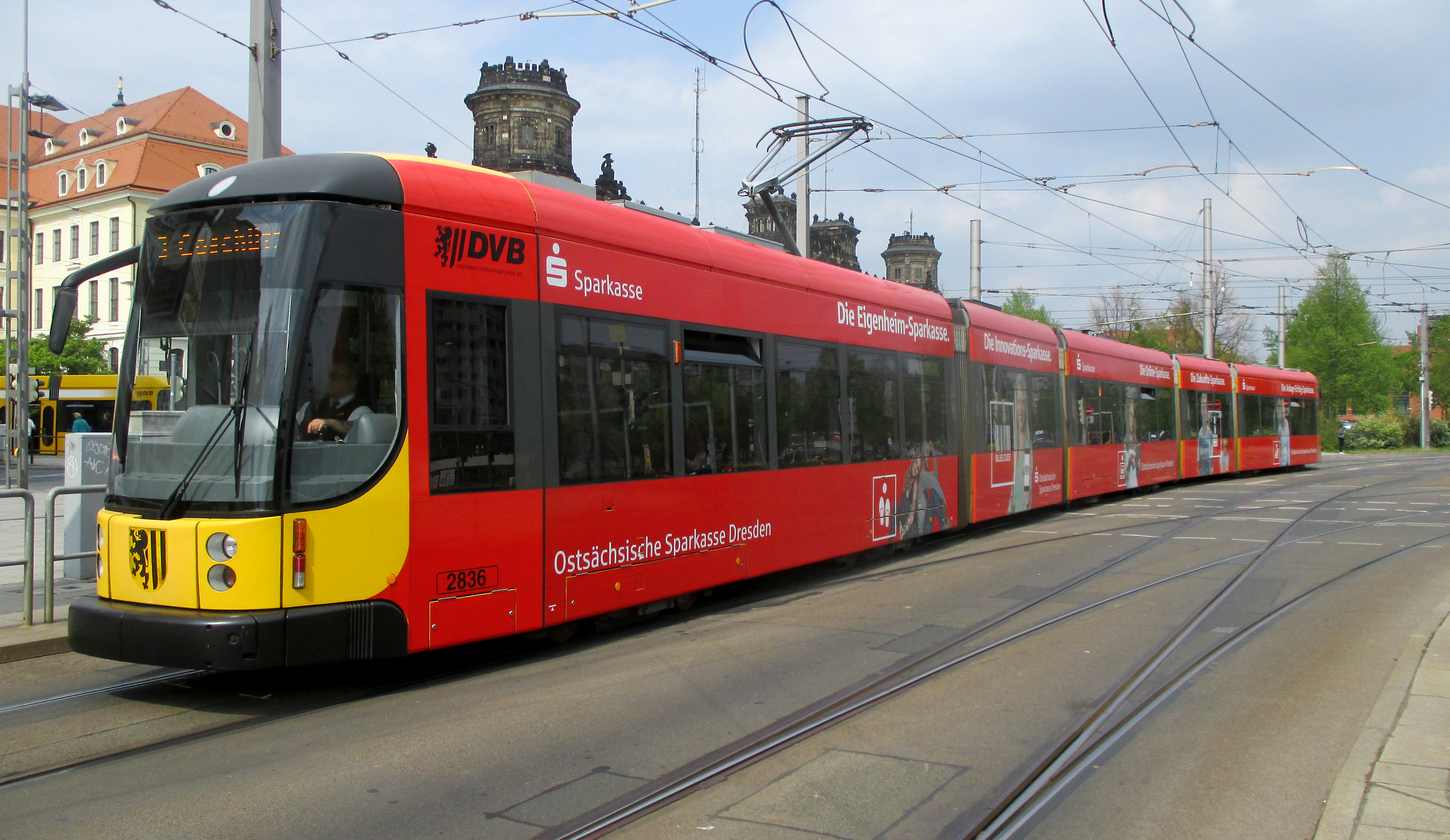
Werbung für die Ostsächsische Sparkasse Dresden

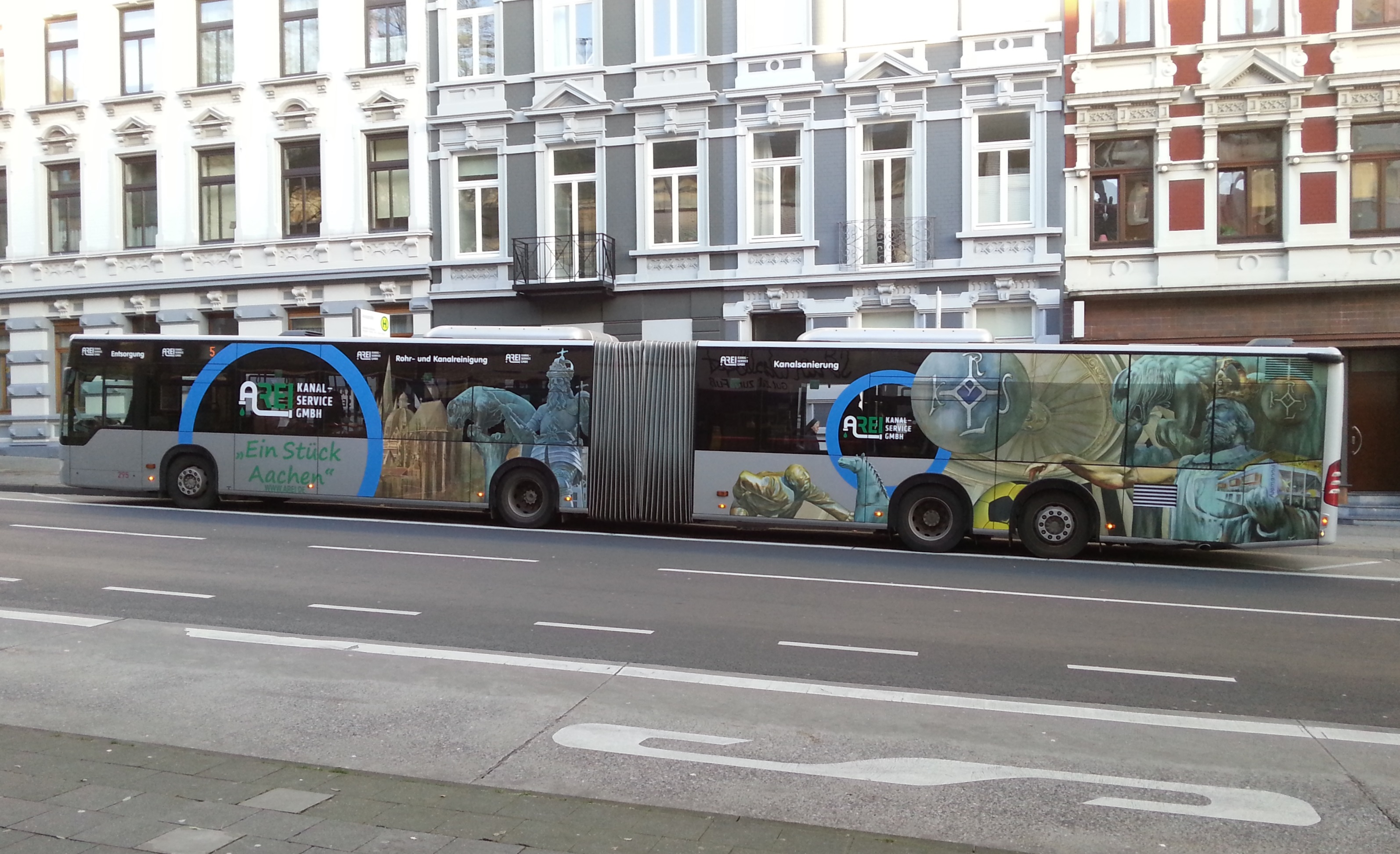
Ganzreklame auf einem Mercedes-Benz CapaCity der ASEAG

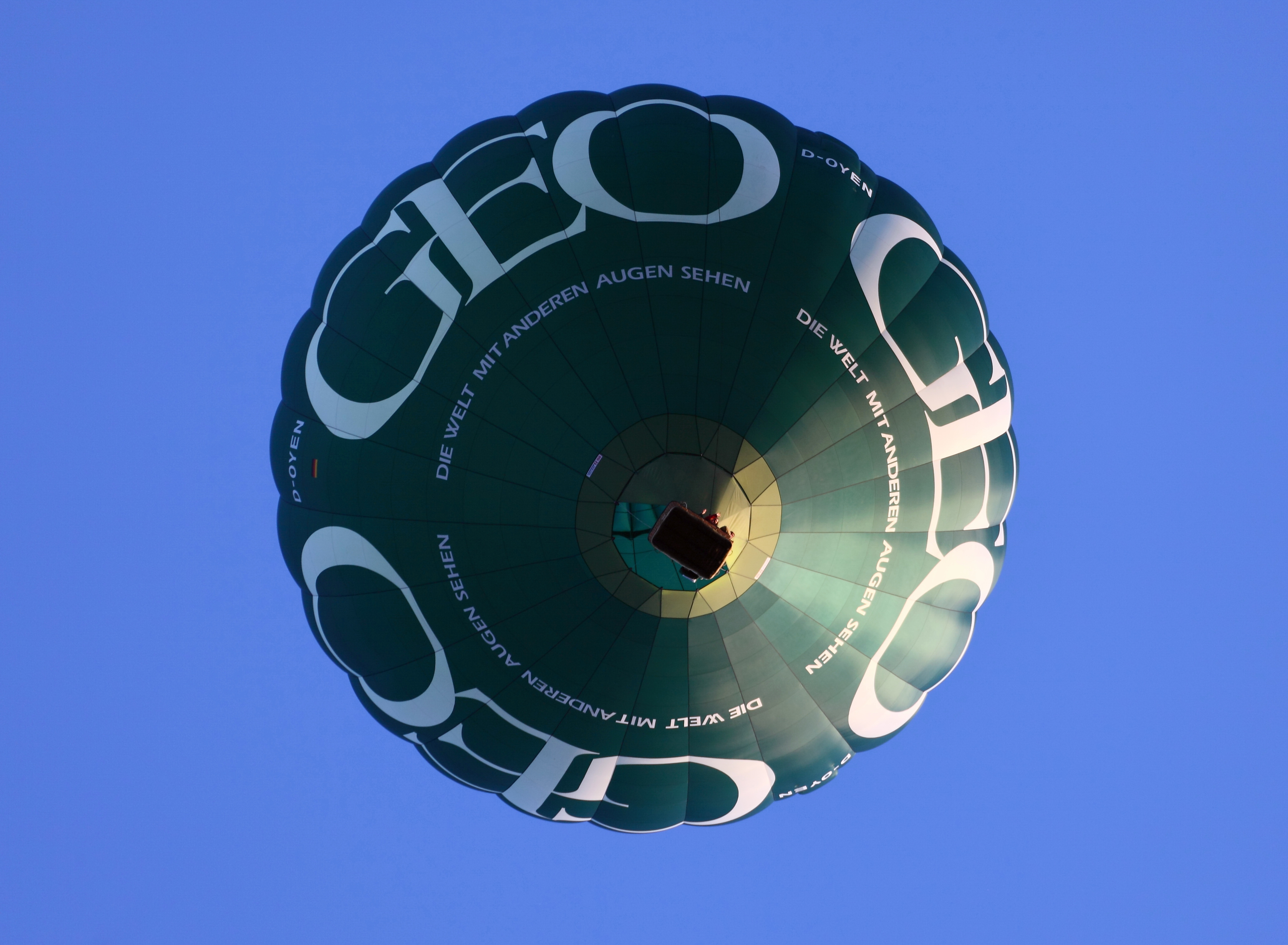
Heißluftballon mit GEO-Reklame

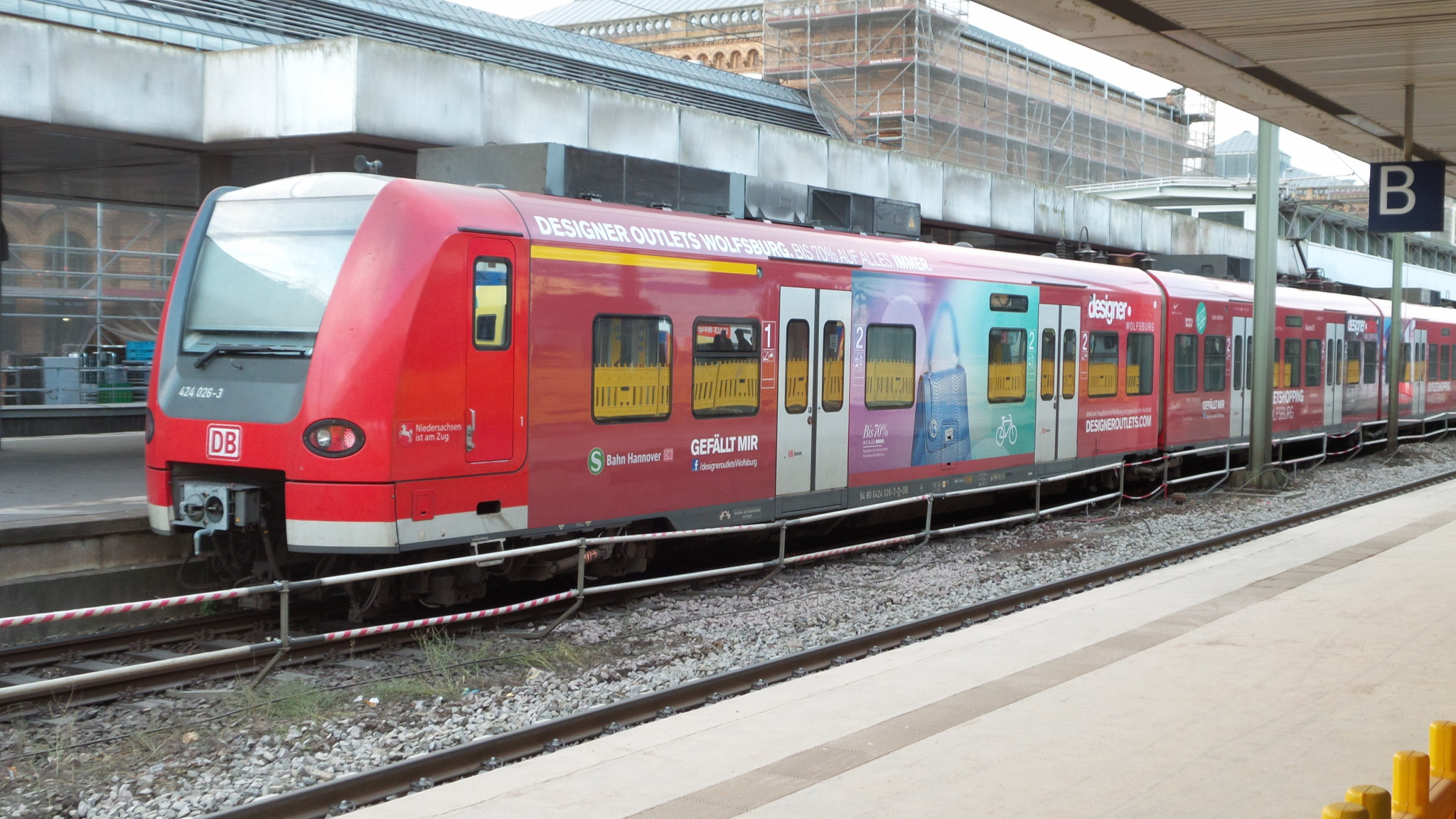
Zug der S-Bahn Hannover mit Vollwerbung für Designer Outlets Wolfsburg und freien Fensterflächen

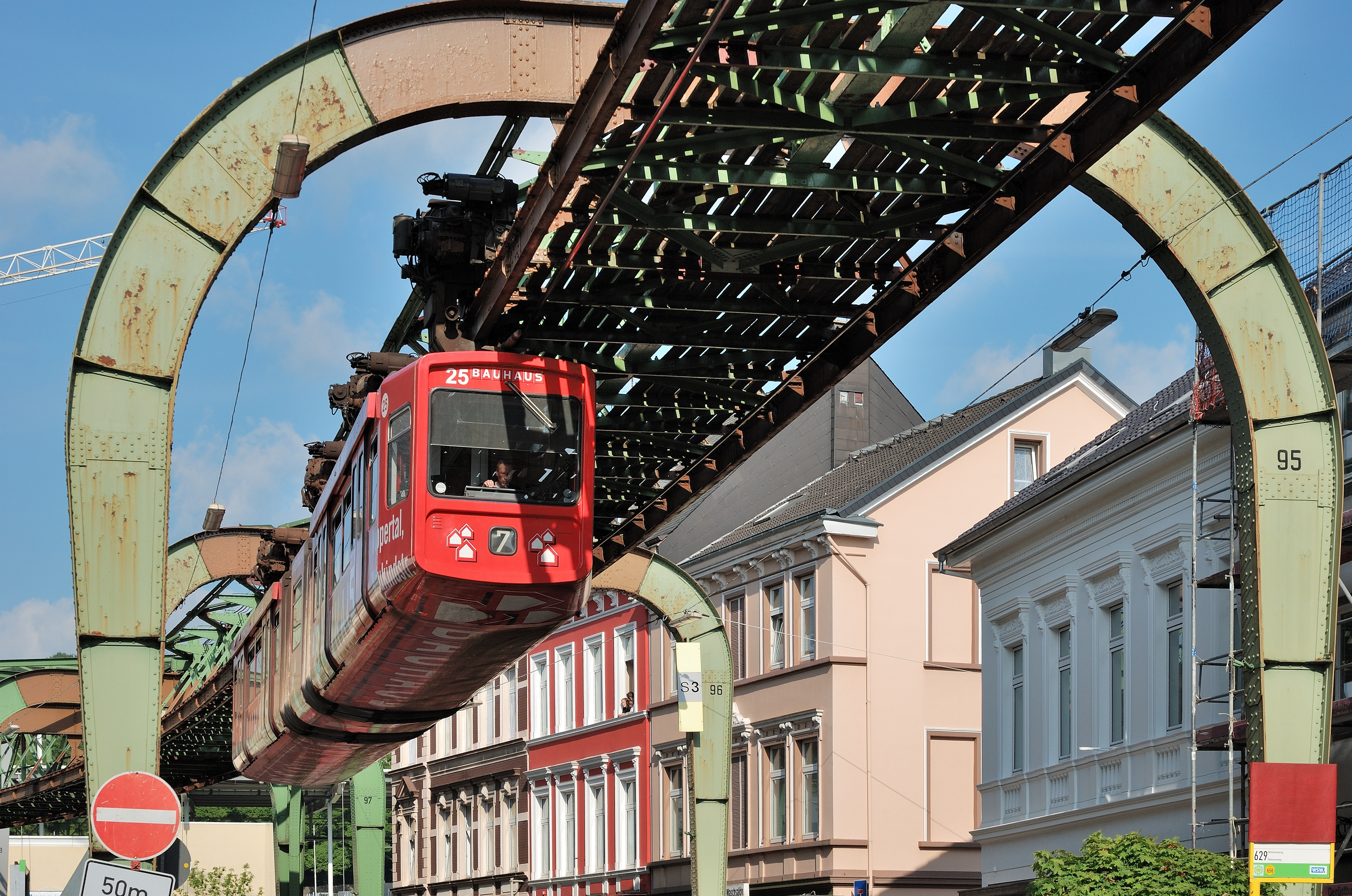
Bei der Wuppertaler Schwebebahn sind teilweise auch die Unterseiten der Wagen in die Reklamegestaltung einbezogen

Die Ganzreklame, auch Ganzwerbung, Vollreklame, Vollwerbung, Totalreklame, Totalwerbung, Popreklame oder Popwerbung genannt, ist eine besondere Form der Verkehrsmittelwerbung, bei der die Außenseite eines Verkehrsmittels vollständig als Werbefläche verwendet wird.
Zur Anwendung kommt die Ganzreklame insbesondere auf Fahrzeugen und Wagen des öffentlichen Personenverkehrs wie etwa Omnibussen, Straßenbahnwagen und Zügen, aber auch auf Schiffen und Flugzeugen. Des Weiteren werden Taxis, Mietfahrzeuge sowie private Fahrzeuge in zunehmendem Maße mit Vollwerbung versehen.

## Geschichte
Die Ganzreklame auf Verkehrsmitteln wurde bereits in den 1920er Jahren angewendet. 1925 führte die Stadt Dresden als erste in Deutschland Vollreklamewagen ein.
Anfangs wurden Altfahrzeuge (teilweise ausgemusterte Straßenbahnfahrzeuge oder Arbeitswagen) vollständig mit Werbeflächen versehen. Die Außenseite dieser sogenannten Reklamestraßenbahnen war zu diesem Zweck entweder mit Platten oder Stoffen verkleidet. Neben der Werbung für Konsumgüter war auf diesen fahrenden Litfaßsäulen auch Propaganda für Parteien zu finden. In Hannover kamen bei der Verkehrsgesellschaft Üstra erstmals ab 1969 Straßenbahnwagen mit Ganzreklame zum Einsatz. Sie warben für regionale Milchprodukte.

## Techniken
Bei der Aufbringung von Ganzreklame kommen folgende Techniken (sowie daraus entstehende Mischformen) zum Einsatz:
- Lackierung
- Folierung
- Beschriftung
- zusätzliche Aufbauten und andere Elemente wie etwa Fahnen, Schleifen etc.

Des Weiteren ist zwischen einer Teil- und einer Ganzgestaltung zu unterscheiden. Bei Teilgestaltungen bleiben die Fensterflächen meist frei. Die Ganzgestaltung sieht dagegen die vollflächige Anbringung von Werbeflächen, also auch unter Einbeziehung der Fensterflächen, vor. Diese Technik wurde durch die Entwicklung teildurchsichtiger Folien ermöglicht. Diese speziellen Folien ermöglichen, dass die Personen im Inneren mit Einschränkungen nach außen sehen können. Dabei kommen unter anderem Fensterlochfolien, teilbedruckte Transparentfolien sowie konturgeschnittene „Folienplotte“ (auch „geplottete Folien“ genannt) zum Einsatz.

## Kritik
Aus Fahrgastsicht ist Ganzreklame eher fragwürdig. Aus dem (fahrenden) Fahrzeug ist die Umgebung schlechter zu erkennen; Reisende können die Orientierung verlieren.